# Cruzeiro Velho
Cruzeiro Velho é um bairro da região administrativa de Cruzeiro, no Distrito Federal. É conhecido por ser o bairro da escola de samba e clube de futebol ARUC.

## História
A história da região em que está localizada Cruzeiro é quase tão antiga quanto as primeiras iniciativas para a mudança da capital federal para o interior do país. Cumprindo a Primeira Constituição Republicana, em 1892, foi criada a Comissão Exploradora do Planalto Central, com a finalidade de demarcar a área do futuro Distrito Federal. A "Missão Cruls", como ficou conhecida, instalou seu acampamento na atual região de Cruzeiro às margens do córrego do Brejo (atual Córrego do Acampamento). Vestígios desse acampamento existiam até antes da construção de Brasília. Nessa região, o engenheiro e astrônomo Luiz Cruls, deixou montado por um ano observatório meteorológico para registro das condições climáticas da região. Um dos membros da "Comissão Cruls" que teve grande intimidade com a região foi o botânico A. Glaziou, que viveu no acampamento durante todo o ano de 1895. Uma das impressões mais significativas de Glaziou é quando ele afirma que do ponto mais alto onde estava acampado era possível observar um "vastíssimo vale banhado pelos rios Torto, Gama, Vicente Pires e Riacho Fundo". Esse vale "impressionou profundamente pela calma severa e majestosa", nada a que "fosse comparável, quer pela fertilidade do solo, quer pelas vantagens das águas, quer pelo clima, quer pelo conjunto da paisagem".
De 1946 a 1948, com a retomada das idéias de mudança da Capital Federal, entre as providências tomadas pela Comissão de Estudos de Localização da Nova Capital (Comissão Polli Coelho), 
estavam os estudos realizados pela firma de Donald Belcher, que recomendou cinco sítios para escolha do local para instalação da capital do país. Em 15 de abril em 1955, foi escolhido o Sítio Castanho para o assentamento da capital, exatamente no local onde esteve por muito tempo acampada a comitiva de Luiz Cruls, na fazenda Bananal.
O início da ocupação do atual Cruzeiro, deu-se em 1955, nas terras que formavam a Fazenda Bananal (área desapropriada para a Construção de Brasília) a fim de abrigar os funcionários públicos federais que chegavam do Rio de Janeiro, para trabalhar na nova capital. As primeiras construções, blocos de dez casas geminadas, começaram a ser edificadas em 1958. Com a conclusão dessas moradias, chegaram os funcionários públicos federais transferidos. O Departamento Administrativo do Serviço Público, popularmente conhecido como DASP (atual Secretaria de Recursos Humanos, do Ministério de Planejamento, Orçamento e Gestão), era responsável pela transferência dos funcionários públicos federais para Brasília.
O Decreto nº 10.972, de 30.12.87, do Governo José Aparecido de Oliveira, em seu artigo 1º, diz "O dia 30 de novembro de 1959, é declarado data oficial de fundação do Núcleo Urbano de Cruzeiro". Portanto, 30 de novembro é a data de aniversário da fundação de Cruzeiro.
A equipe do urbanista Lúcio Costa foi responsável pelo projeto e pelo nome oficial do bairro . Na década de 70, foi inaugurado um conjunto de edifícios, que formaram o Cruzeiro Novo (SHCE/S).
Na década de 80, são inauguradas as Áreas Octogonais. Em 1989, cria-se o Setor de Habitações Coletivas Sudoeste - SHCSW que está em fase de implantação de sua infra-estrutura. Cada um desses setores reflete em suas características o momento político, social e econômico de sua implantação.
Os primeiros moradores do então SRE/S, funcionários públicos e militares vindos do Rio de Janeiro, não se acostumaram com essa sigla e outras denominações para o local foram surgindo: primeiro chamaram de "Cemitério", devido ao isolamento do bairro e a impressão que se tinha daquele aglomerado de casinhas brancas, quando avistado de longe. Depois, numa homenagem bem humorada dos cariocas residentes, o local passou a ser reconhecido como "Bairro do Gavião", devido ao grande número de gaviões vermelhos que apareciam no local. A mudança do nome para "Cruzeiro" partiu da própria comunidade. Em 1960, um grupo de moradores procurou o Jornal Correio Brazilienze para manifestar sua insatisfação com o nome do local em que moravam. O batismo de Cruzeiro tinha então dois fundamentos lógicos: primeiro, o bairro ficava próximo à Cruz de Cruzeiro (estrategicamente, colocada no Eixo Monumental - logo atrás o Memorial JK) onde foi celebrada a primeira Missa de Brasília; segundo, e havia uma linha de ônibus de Transportes Coletivos de Brasília - TCB, que fazia o trajeto do local da Cruz até o Gavião. A partir daí, como era de se esperar, a Região ficou conhecida pelo nome de Cruzeiro.
No segundo semestre de 1960, João Scarano, funcionário do Grupo de Trabalho de Brasília - GTB, foi indicado como administrador do núcleo residencial, com a responsabilidade de distribuir casas, e buscar soluções para os problemas da comunidade. Situações difíceis como falta de água e luz, invasões, limpeza urbana deficiente, entre outros problemas, são exemplos das principais dificuldades vivenciadas pela comunidade.
Em dezembro de 1987, atendendo a solicitação da comunidade que reivindicava uma unidade administrativa local, o então Governador José Aparecido de Oliveira, através do Decreto nº 10.970, de 30.12.87, decreta em seu "Artigo 1º: Fica criada, na circunscrição da Região Administrativa I, a Administração Regional de Cruzeiro, que compreende os Setores Residencial Econômico Sul-SRES, de Habitações Econômicas Coletivas Sul-SHCES, de Habitações Coletivas - Áreas Octogonais Sul-SHCAOS e adjacências". A Lei nº 49/89, de 25.10.89, do Governador Joaquim Roriz, em seu Art 9º, cria a Região Administrativa de Cruzeiro. Ainda, no mesmo dia, através do Decreto nº 11.921/89, de 25.10.89, atendendo a nova divisão do território do Distrito Federal, foi fixada os novos limites para as regiões administrativas do Distrito Federal, e entre essas a da Região Administrativa de Cruzeiro.
Atualmente a comunidade de Cruzeiro Velho tem um espaço reconhecido em todo Distrito Federal pela sua identidade própria, expressa no carnaval, no samba, no pagode e nos títulos esportivos conquistados em competições locais e regionais.
Muitos crêem que as primeiras manifestações culturais do atual Distrito Federal nasceram em Cruzeiro, com a proposta de criar uma entidade que promovesse o congraçamento dos moradores.
Dificuldades:
Desde a sexta-feira, dia 13 de março de 2009, os moradores deste núcleo residencial passam por dificuldades no que toca à segurança institucional de suas residências. Isso se deve ao processo de ocupação das áreas lindeiras frontais, laterais e de fundos aos lotes originais. No citado dia e nos seguintes, a Agência de Fiscalização do Distrito Federal emitiu multas e autos de demolição a dezenas de moradores, uma vez que a Lei 1063/96 CLDF, que amparou os moradores, foi considerada inconstitucional por vício de origem. Esta ação provocou revolta na população que criou o Movimento de Defesa de Cruzeiro. Em audiência pública da Comissão de Direitos Humanos da Câmara Legislativa do Distrito Federal, realizada na sede da ARUC, a Agência de Fiscalização se comprometeu em rever as multas e demolições, porém como a Operação Caixa de Pandora derrubou toda a cúpula do Governo do Distrito Federal, a situação continua difícil para os moradores, que estão a receber notificações e tendo indeferidos os recursos apresentados.